# Ramalina asperula
Ramalina asperula är en lavart som beskrevs av Kremp. Ramalina asperula ingår i släktet Ramalina och familjen Ramalinaceae.   Inga underarter finns listade i Catalogue of Life.